# Ischnoptera josephina
Ischnoptera josephina es una especie de cucaracha del género Ischnoptera, familia Ectobiidae. Fue descrita científicamente por Giglio-Tos en 1898.
Habita en Ecuador.